# 蒙特羅斯大道車站
蒙特羅斯大道車站（英語：Montrose Avenue station）是紐約地鐵BMT卡納西線的一個地鐵站，位於布魯克林東威廉斯堡蒙特羅斯及布什維克大道交界，設有L線（任何時候停站）列車服務。

## 車站結構
| G        | 街道層   | 出入口                                |
| M        | 夾層     | 閘機、車站詢問處、MetroCard自動售票機 |
| P 月台層 | 側式月台 | 側式月台                              |
| P 月台層 | 西行     | ← 往第八大道 (格蘭街)                 |
| P 月台層 | 東行     | → 往卡納西-洛克威公園道 (摩根大道) →  |
| P 月台層 | 側式月台 |                                       |

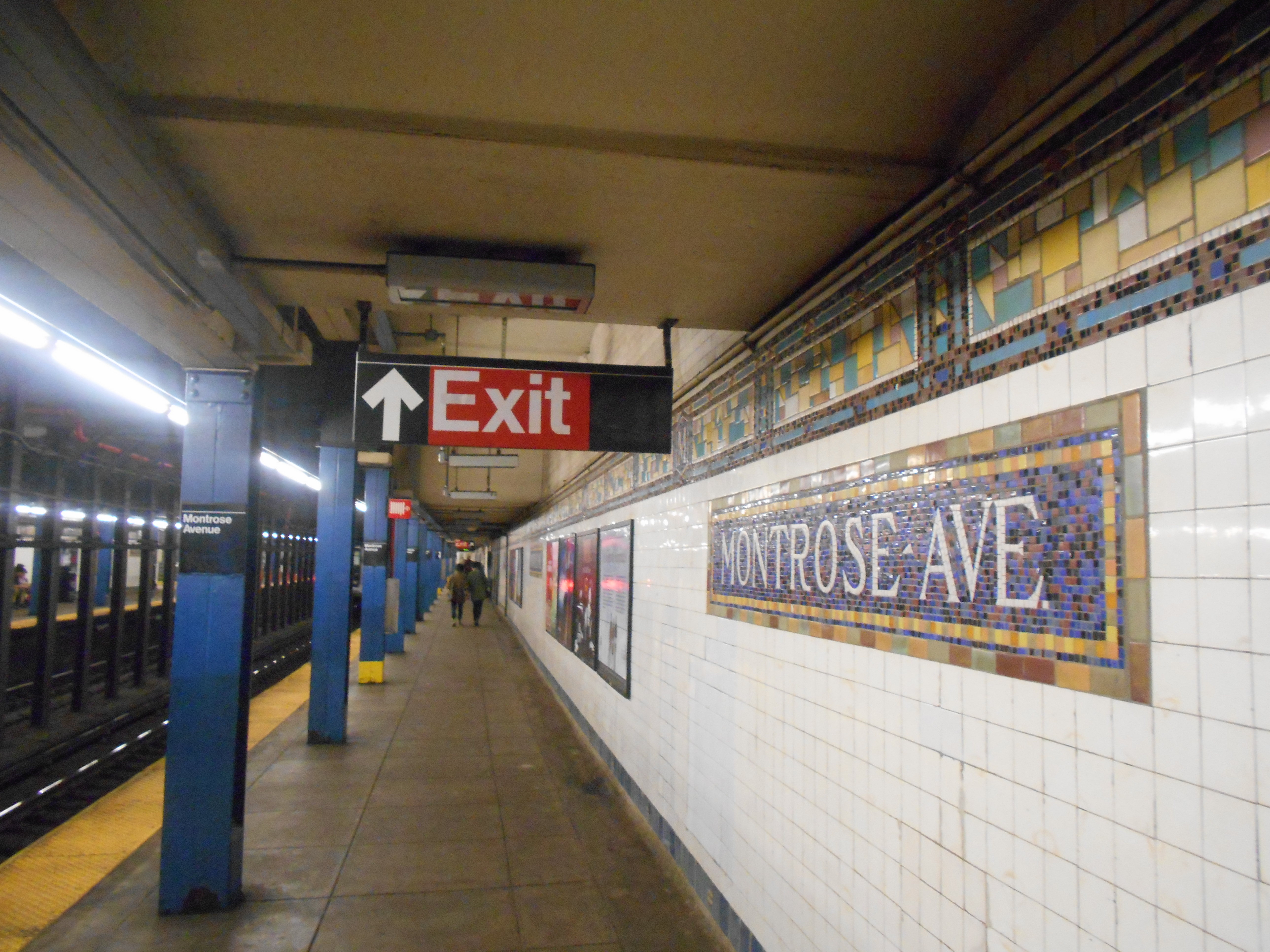
月台

此站在1924年6月30日啟用，成為地下卡納西線首段的東面總站。起初卡納西線是規劃為高架的，而不是地下的。
此車站設有兩個側式月台和兩條軌道。
往曼哈頓方向的月台設有一個已廢棄的斜坡連到街道。。

## 外部連結
- nycsubway.org—BMT Canarsie Line: Montrose Avenue
- Station Reporter — L Train
- The Subway Nut — Montrose Avenue Pictures （页面存档备份，存于）
- Montrose Avenue entrance from Google Maps Street View （页面存档备份，存于）
- Platforms from Google Maps Street View